# Кольт Експрес
Кольт Експрес (англ. Colt Express) — настільна гра, створена Крістофом Рембо і видана в 2014 році видавництвом Ludonaute. У 2015 році гра здобула кілька нагород, зокрема Spiel des Jahres та As d'Or. Тематика гри пов'язана з пограбуванням потяга на Дикому Заході. Гра проходить не на стандартному ігровому полі, а в і на тривимірному потязі. В Україні гру локалізовано видавництвами Хід Конем і Lord of Boards.

## Опис гри
Ігровим полем гри є не плоска дошка, а тривимірний потяг з локомотивом та вагонами, кількість яких залежить від кількості гравців. Пасажири цього потяга, яких не зображено в грі, мають при собі різні цінні предмети (гаманці та рубіни). Потяг супроводжує маршал з грошовими валізами. Гравці виступають у ролі бандитів, які нападають на потяг.
На початку гри ігрові жетони, що зображують цінні предмети, розподіляються по вагонах. Кожен гравець отримує ігрову фігурку, яку ставлять у вагон. Фігурка маршала та жетон грошової валізи розміщуються в локомотиві. Крім того, кожен гравець отримує певну кількість карт дій.
Бандити можуть пересуватися з вагона до вагона, стрибати на дах, битися, стріляти одне в одного, а головне — збирати або відбирати цінні предмети. Однак можна виконувати тільки ті дії, для яких у гравця є відповідна карта дій. Мета гри — зібрати найбільше цінних предметів і стати найбагатшим бандитом. Додаткові очки (1000 $) отримує той, хто витратив найбільшу кількість куль.
Гра проходить у п'ять раундів. На початку кожного раунду гравці по черзі планують свої ходи за допомогою карт дій. Потім ці дії виконуються послідовно. Оскільки кожен гравець повинен планувати свої дії заздалегідь, а успіх також залежить від дій інших гравців, які іноді грають утаємничено, гра може мати несподівані повороти.

## Доповнення
Для Кольт Експрес вийшли такі доповнення:
- Поштовий диліжанс та коні
- Маршал та в'язні
- Броньований потяг і охоронець

Також у жовтні 2016 року планувалося випустити додаткове розширення під назвою Індіанці та кавалерія. Однак це доповнення не було випущене до сьогодні (станом на лютий 2024 року), і його випуск не планується. Втім, було випущено кілька міні-доповнень, таких як нові карти або декорації.